# 承紫河乡
承紫河乡，是中华人民共和国黑龙江省鸡西市密山市下辖的一个乡镇级行政单位。

## 行政区划
承紫河乡下辖以下地区：
先锋村、利湖村、前进村、光荣村、继红村和承紫河村。